# Långtjärnen (Ljusnarsbergs socken, Västmanland, 664507-145044)
Långtjärnen är en sjö i Ljusnarsbergs kommun i Västmanland och ingår i Norrströms huvudavrinningsområde.